# Gyeplabda a 2010. évi nyári ifjúsági olimpiai játékokon
A 2010. évi nyári ifjúsági olimpiai játékokon a gyeplabda mérkőzéseinek Szingapúrban a Sengkang Hockey Stadium adott otthont augusztus 16–25-e között. A fiúknál és a lányoknál is 6–6 csapat szerepelt.

## Csapatok
| Kontinens  | Fiú              | Lány                             |
| ---------- | ---------------- | -------------------------------- |
| Európa     | Belgium (BEL)    | Hollandia (NED) · Írország (IRL) |
| Afrika     | Ghána (GHA)      | Dél-afrikai Köztársaság (RSA)    |
| Amerika    | Chile (CHI)      | Argentína (ARG)                  |
| Ausztrália | Ausztrália (AUS) | Új-Zéland (NZL)                  |
| Ázsia      | Pakisztán (PAK)  | Dél-Korea (KOR)                  |
| Rendező    | Szingapúr (SIN)  |                                  |

## Éremtáblázat
(Az egyes számoszlopok legmagasabb értéke, vagy értékei vastagítással kiemelve.)
| A 2010. évi nyári ifjúsági olimpiai játékok éremtáblázata gyeplabdában | A 2010. évi nyári ifjúsági olimpiai játékok éremtáblázata gyeplabdában | A 2010. évi nyári ifjúsági olimpiai játékok éremtáblázata gyeplabdában | A 2010. évi nyári ifjúsági olimpiai játékok éremtáblázata gyeplabdában | A 2010. évi nyári ifjúsági olimpiai játékok éremtáblázata gyeplabdában | Olimpia  |
| ---------------------------------------------------------------------- | ---------------------------------------------------------------------- | ---------------------------------------------------------------------- | ---------------------------------------------------------------------- | ---------------------------------------------------------------------- | -------- |
|                                                                        | Ország                                                                 | Arany                                                                  | Ezüst                                                                  | Bronz                                                                  | Összesen |
| 1.                                                                     | Ausztrália (AUS)                                                       | 1                                                                      | 0                                                                      | 1                                                                      | 2        |
| 2.                                                                     | Hollandia (NED)                                                        | 1                                                                      | 0                                                                      | 0                                                                      | 1        |
|                                                                        |                                                                        |                                                                        |                                                                        |                                                                        |          |
| 3.                                                                     | Argentína (ARG)                                                        | 0                                                                      | 1                                                                      | 0                                                                      | 1        |
|                                                                        | Pakisztán (PAK)                                                        | 0                                                                      | 1                                                                      | 0                                                                      | 1        |
|                                                                        |                                                                        |                                                                        |                                                                        |                                                                        |          |
| 5.                                                                     | Belgium (BEL)                                                          | 0                                                                      | 0                                                                      | 1                                                                      | 1        |
|                                                                        |                                                                        |                                                                        |                                                                        |                                                                        |          |
| Összesen                                                               | Összesen                                                               | 2                                                                      | 2                                                                      | 2                                                                      | 6        |

## Érmesek

### Fiú
| A 2010. évi nyári ifjúsági olimpiai játékok érmesei fiú gyeplabdában | A 2010. évi nyári ifjúsági olimpiai játékok érmesei fiú gyeplabdában | A 2010. évi nyári ifjúsági olimpiai játékok érmesei fiú gyeplabdában | A 2010. évi nyári ifjúsági olimpiai játékok érmesei fiú gyeplabdában |
| -------------------------------------------------------------------- | -------------------------------------------------------------------- | -------------------------------------------------------------------- | -------------------------------------------------------------------- |
| Arany                                                                | Ezüst                                                                | Bronz                                                                |                                                                      |
| Ausztrália (AUS)                                                     | Pakisztán (PAK)                                                      | Belgium (BEL)                                                        |                                                                      |

### Lány
| A 2010. évi nyári ifjúsági olimpiai játékok érmesei lány gyeplabdában | A 2010. évi nyári ifjúsági olimpiai játékok érmesei lány gyeplabdában | A 2010. évi nyári ifjúsági olimpiai játékok érmesei lány gyeplabdában | A 2010. évi nyári ifjúsági olimpiai játékok érmesei lány gyeplabdában |
| --------------------------------------------------------------------- | --------------------------------------------------------------------- | --------------------------------------------------------------------- | --------------------------------------------------------------------- |
| Arany                                                                 | Ezüst                                                                 | Bronz                                                                 |                                                                       |
| Hollandia (NED)                                                       | Argentína (ARG)                                                       | Ausztrália (AUS)                                                      |                                                                       |